# Doris Trachsel
Doris Trachsel (* 27. April 1984 in Freiburg im Üechtland) ist eine ehemalige Schweizer Skilangläuferin.

## Karriere
Trachsel nahm von 2000 bis 2014 an Wettbewerben der Fédération Internationale de Ski teil. Bei den Nordischen Junioren-Weltmeisterschaften 2002 in Schonach im Schwarzwald wurde sie Achte über fünf Kilometer in der freien Technik sowie 28. im Massenstartrennen über 15 Kilometer und 31. im Sprint. Ein Jahr später bei den Junioren-Weltmeisterschaften 2003 im schwedischen Sollefteå wurde sie Elfte im Massenstartrennen über 15 Kilometer, 15. über fünf Kilometer in der klassischen Technik und 16. im Sprint. Bei ihren dritten und letzten Junioren-Weltmeisterschaften 2004 im norwegischen Stryn lief sie mit Platz vier über fünf Kilometer in der freien Technik nur um 2,5 Sekunden an einer Bronzemedaille vorbei, die an die Russin Walentina Nowikowa ging. Auch im Massenstartrennen über 15 Kilometer als Sechste und im Sprint als Zehnte erreichte sie respektable Ergebnisse. Mit der Schweizer Langlaufstaffel wurde sie Zwölfte.
Bis 2009 trat sie vorwiegend bei Rennen des Alpencups an, den sie 2008 auf dem dritten Platz in der Gesamtwertung beendete. Ihr erstes Weltcuprennen lief sie im Dezember 2004 in Bern, welches sie mit dem 29. Platz im Sprint beendete und damit auch ihre ersten Weltcuppunkte gewann. Bei der Nordischen Skiweltmeisterschaft 2005 in Oberstdorf belegte sie den 47. Platz über 10 km Freistil und den 11. Platz mit der Staffel. 2009 wurde sie Schweizer Meisterin über 10 km Freistil. Ab der Saison 2009/10 nahm sie vorwiegend an Weltcuprennen teil, bei denen sie hauptsächlich Platzierungen im Mittelfeld belegte. Bei den Olympischen Winterspielen 2010 in Vancouver kam sie auf den 30. Platz im Sprint. Bei der Nordischen Skiweltmeisterschaft 2011 in Oslo errang sie den 33. Platz über 10 km klassisch. Im März 2011 erreichte sie in Lahti mit dem 12. Platz im Sprint ihr bestes Weltcupeinzelergebnis. Bei der Schweizer Skilanglaufmeisterschaft 2011 in Bex belegte sie den dritten Platz über 10 km Freistil, den zweiten Rang im Sprint und den ersten Platz im 10-km-Verfolgungsrennen. Im Februar 2014 siegte sie beim Gommerlauf über 42 km Freistil. Nach verpasster Olympianorm für die Olympischen Winterspiele 2014 in Sotschi beendete sie nach der Saison 2013/14 ihre Karriere.

## Weltcup-Statistik
Die Tabelle zeigt die erreichten Platzierungen im Einzelnen.
- 1.–3. Platz: Anzahl der Podiumsplatzierungen
- Top 10: Anzahl der Platzierungen unter den ersten zehn
- Punkteränge: Anzahl der Platzierungen innerhalb der Punkteränge
- Starts: Anzahl gelaufener Rennen in der jeweiligen Disziplin
- Hinweis: Bei den Distanzrennen erfolgt die Einordnung gemäss FIS.

| Platzierung         | Distanzrennen a | Distanzrennen a | Distanzrennen a | Distanzrennen a | Distanzrennen a | Skiathlon Verfolgung | Sprint | Etappen- rennen b | Gesamt | Team c | Team c  |
| Platzierung         | ≤ 5 km          | ≤ 10 km         | ≤ 15 km         | ≤ 30 km         | > 30 km         | Skiathlon Verfolgung | Sprint | Etappen- rennen b | Gesamt | Sprint | Staffel |
| ------------------- | --------------- | --------------- | --------------- | --------------- | --------------- | -------------------- | ------ | ----------------- | ------ | ------ | ------- |
| 1. Platz            |                 |                 |                 |                 |                 |                      |        |                   |        |        |         |
| 2. Platz            |                 |                 |                 |                 |                 |                      |        |                   |        |        |         |
| 3. Platz            |                 |                 |                 |                 |                 |                      |        |                   |        |        |         |
| Top 10              |                 |                 |                 |                 |                 |                      |        |                   |        |        | 1       |
| Punkteränge         |                 | 3               |                 |                 |                 |                      | 8      |                   | 11     | 3      | 3       |
| Starts              | 4               | 19              | 4               |                 |                 | 5                    | 31     | 3                 | 66     | 3      | 3       |
| Stand: Karriereende |                 |                 |                 |                 |                 |                      |        |                   |        |        |         |